# Neustiftgasse
La Neustiftgasse est une rue de Vienne en Autriche.

## Situation et accès
Cette voie du septième arrondissement de Neubau, traverse le quartier dans toute sa longueur.
La Neustiftgasse commence sur la Museumstrasse. Juste au début se trouve le Volkstheater sur la gauche et en face, dans le Weghuberpark, se trouve le monument à Ferdinand Raimund. Adjacente au ministère de la Justice, situé au Palais Trautson, du côté nord, se trouve l'église méchitariste de Maria Schutz. La rue continue tout droit jusqu'à l'intersection avec la Kirchengasse/Kellermanngasse.
À l'intersection de la Kirchengasse et de la Kellermanngasse, la Neustiftgasse tourne légèrement vers la droite et s'étend désormais en ligne droite jusqu'au Lerchenfelder Belt. Après le pont sur la ligne de métro U6, la rue continue dans la Koppstrasse.
Tout au long de la rue, il y a des bâtiments  des deux côtés, pour la plupart issus de l'historicisme ; il ne reste que quelques bâtiments des périodes baroque et Biedermeier.
Les espaces verts sont rares. Après le Weghuberpark devant le Palais Trautson, il n'y a qu'un espace paysager dans le quartier de l'Augustinplatz.

## Origine du nom
Le nom Neustiftgasse provient du village de Neustift, mentionné dès le XIVe siècle. Ce village était situé dans l'ancien faubourg de Sankt Ulrich-Zeismannsbrunn (de), le long du ruisseau Ottakringerbach (de).

## Historique

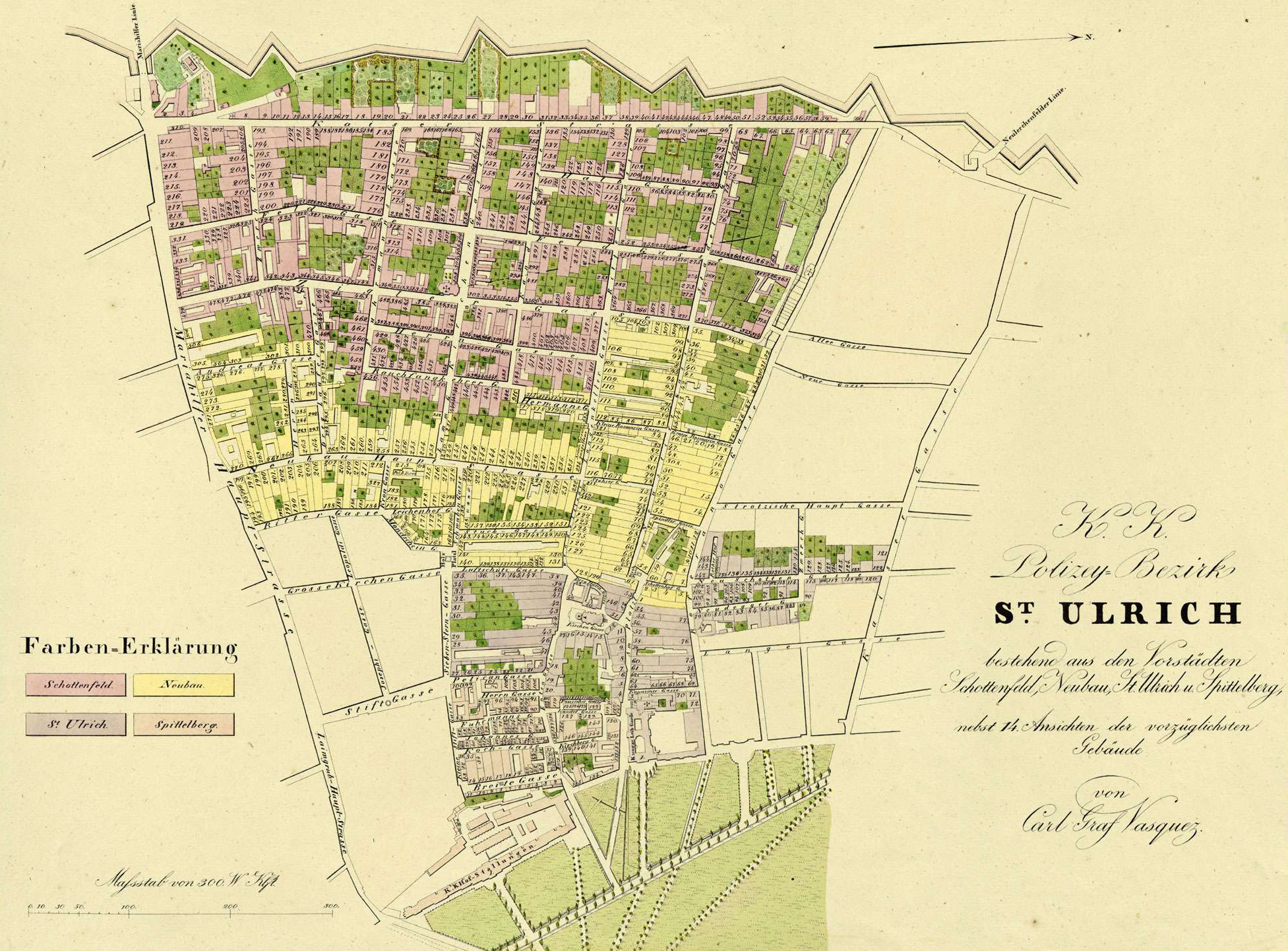
Vasquez : Carte d'Ortisei, vers 1830.

La rue existait déjà vers 1100 dans le quartier de l'ancien faubourg de St. Ulrich - Zeismannsbrunn le long de l' Ottakringerbach. La rue du village attenant de Neustift date du XIVe siècl, mentionné dans les documents du siècle. Vers 1550, des maisons furent construites au-dessus de l'actuelle Kirchengasse, qui devint avant 1621 la commune indépendante de Neustift. Les noms originaux étaient Am Platzel, Herrengasse, Kapuzinergasse, Stadelgasse.
En 1780, la rue fut prolongée jusqu'à la Kaiserstrasse, et après l'abandon et la démolition du mur de ligne en 1896, elle fut prolongée jusqu'au Gurtel.
Sur l'actuelle Augustinplatz, la paille était vendue deux fois par semaine (d'où le nom de Strohplatzl jusqu'en 1862) et le marché de Neustift s'y tenait également.
En 1862, le nom uniforme de Neustiftgasse fut donné. Le siège de la Wiener Werkstätte était situé Neustiftgasse 32-34, un bâtiment commercial à l'arrière.

## Bâtiments remarquables et lieux de mémoire
(Les objets historiques sont mis en évidence en gras.)
- N° 1 : Volkstheater
- Devant le n° 2 : monument Ferdinand Raimund de Franz Vogl au Weghuberpark
- N° 3 : Weghuberhaus, bâtiment résidentiel historique tardif ; Architecte : Rudolf Erdös
- N° 4 : Église méchitariste de Maria Schutz
- N° 7 : Zum goldenen Becher
- N° 9 : Zum grosser Kandl
- N° 16 : « Schottendurchhaus » – maison de passage à Lerchenfelder Straße 13
- N° 25 : Zum Grünen Trèfle
- N° 27 : Zur goldenen Weintraube
- N° 30 : A l'Egyptien Joseph, à l'aigle bleu
- N° 32 : Fontaine Augustinbrunnen
- N° 32-34 : ancienne Wiener Werkstätte
- N° 40 : Immeuble d'habitation d'après les plans d'Otto Wagner
- N° 95–99 : Institut fédéral de formation professionnelle, Ecole supérieure de musique de Vienne
- N° 98-102 : École primaire et nouveau collège de la ville de Vienne
- N° 106 : Immeuble d'habitation Biedermeier
- N° 117 : Ecole technique islamique d’éducation sociale
- N° 143 : Bâtiment communautaire au décor Art Déco

## Galerie

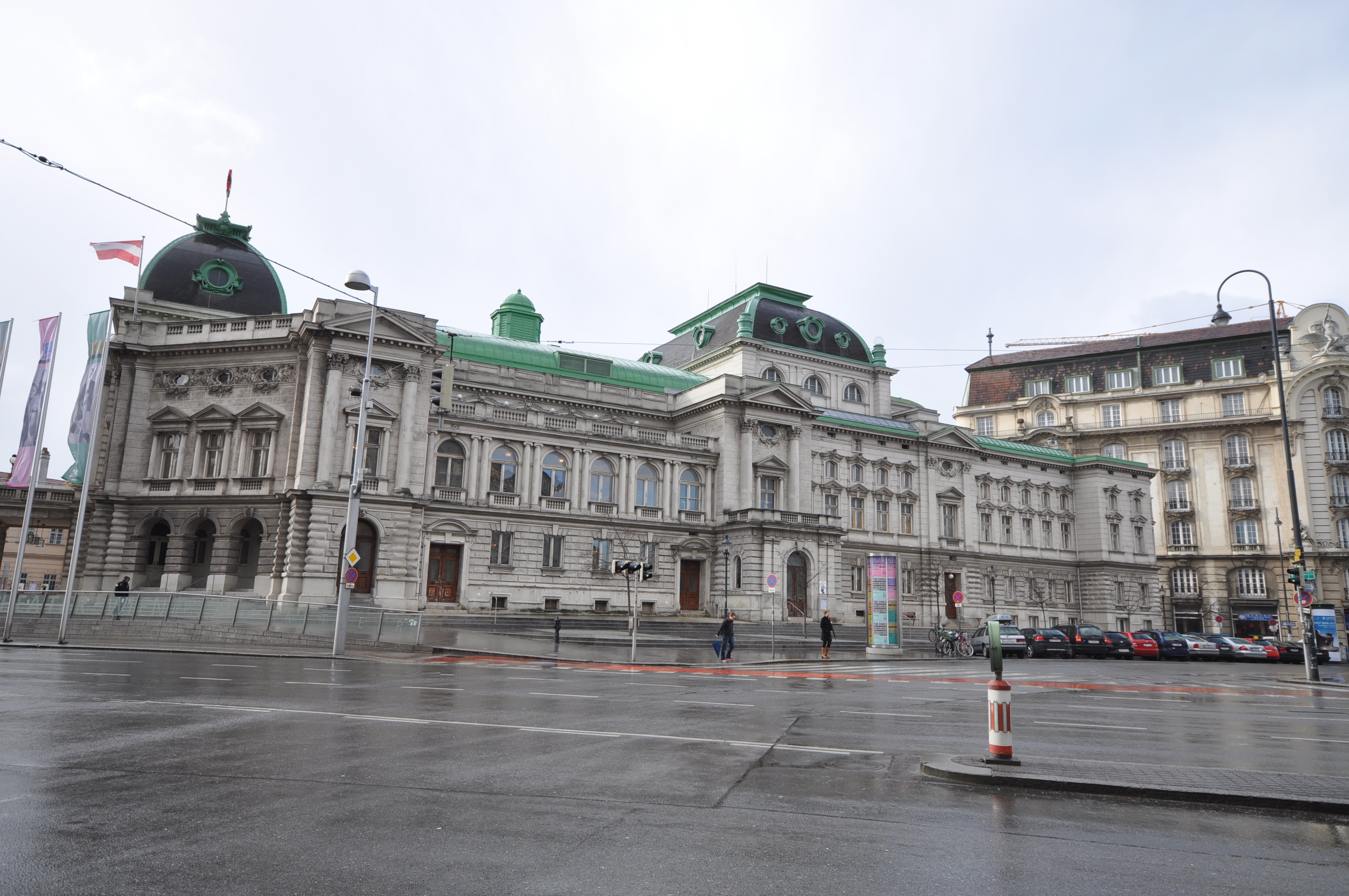
N° 1 – Volkstheater
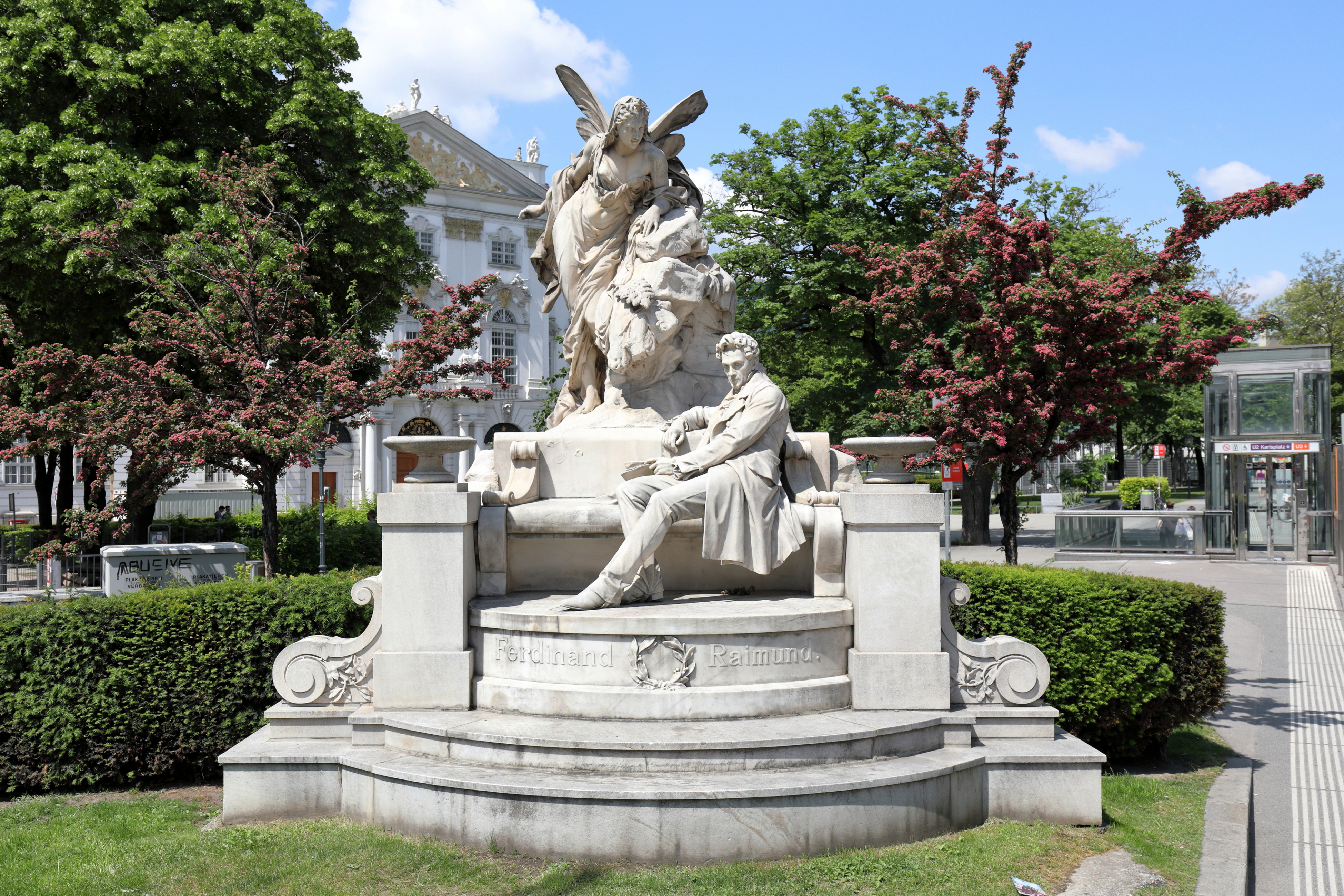
N° 3 – Weghuberhaus
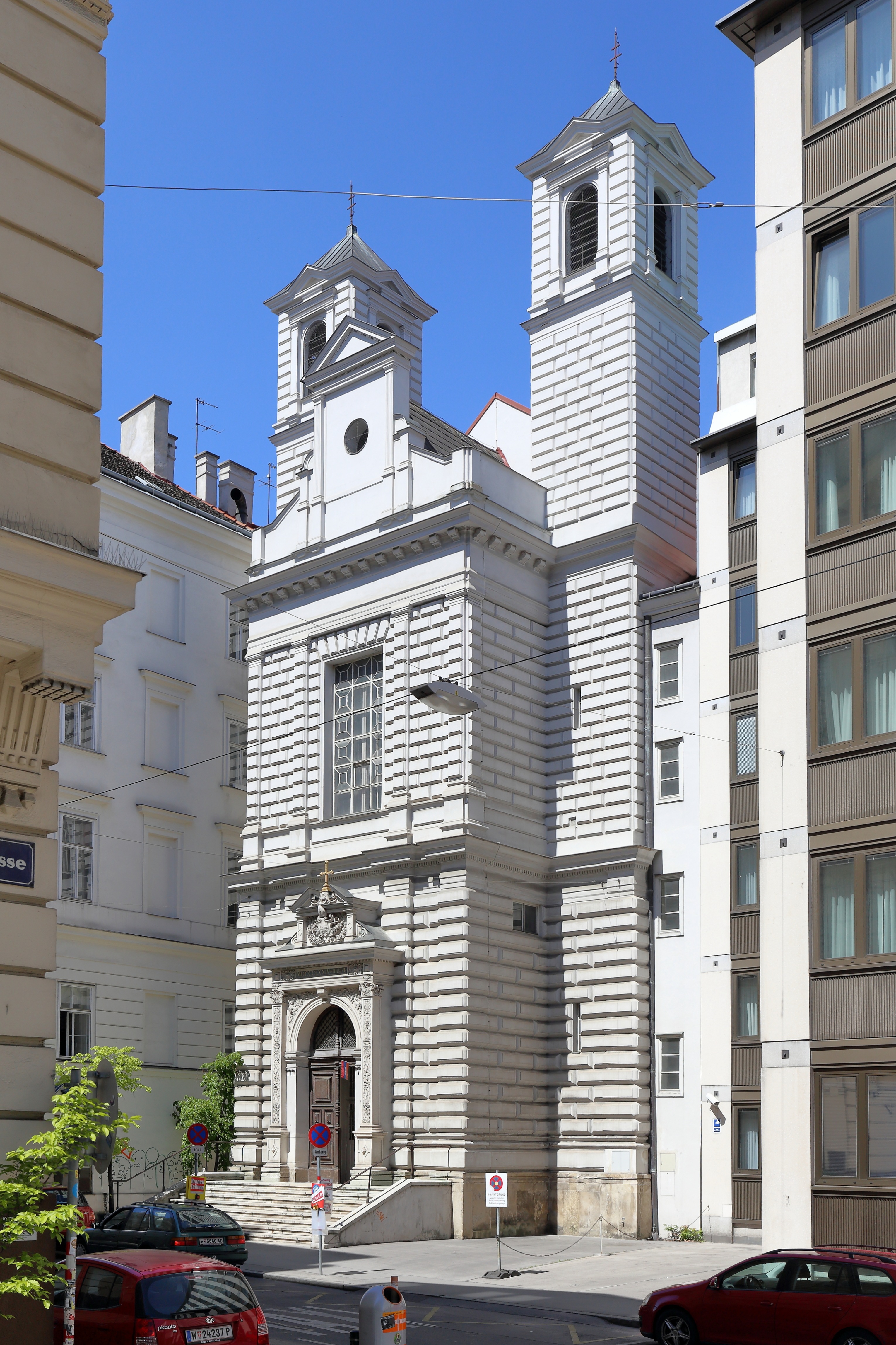
N°. 7 – Zum goldenen Becher
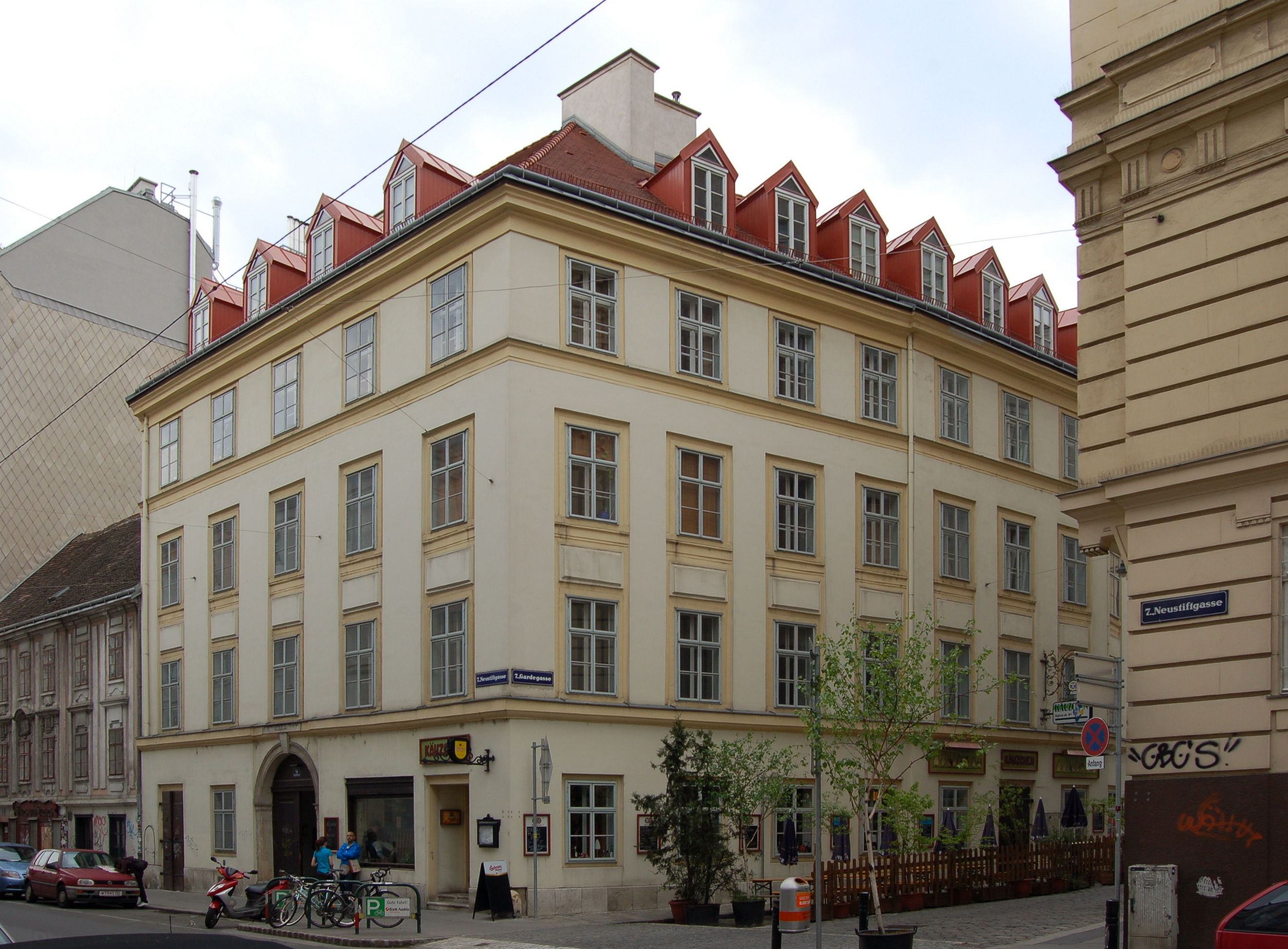
N° 9 – Zum goldenen Kandl
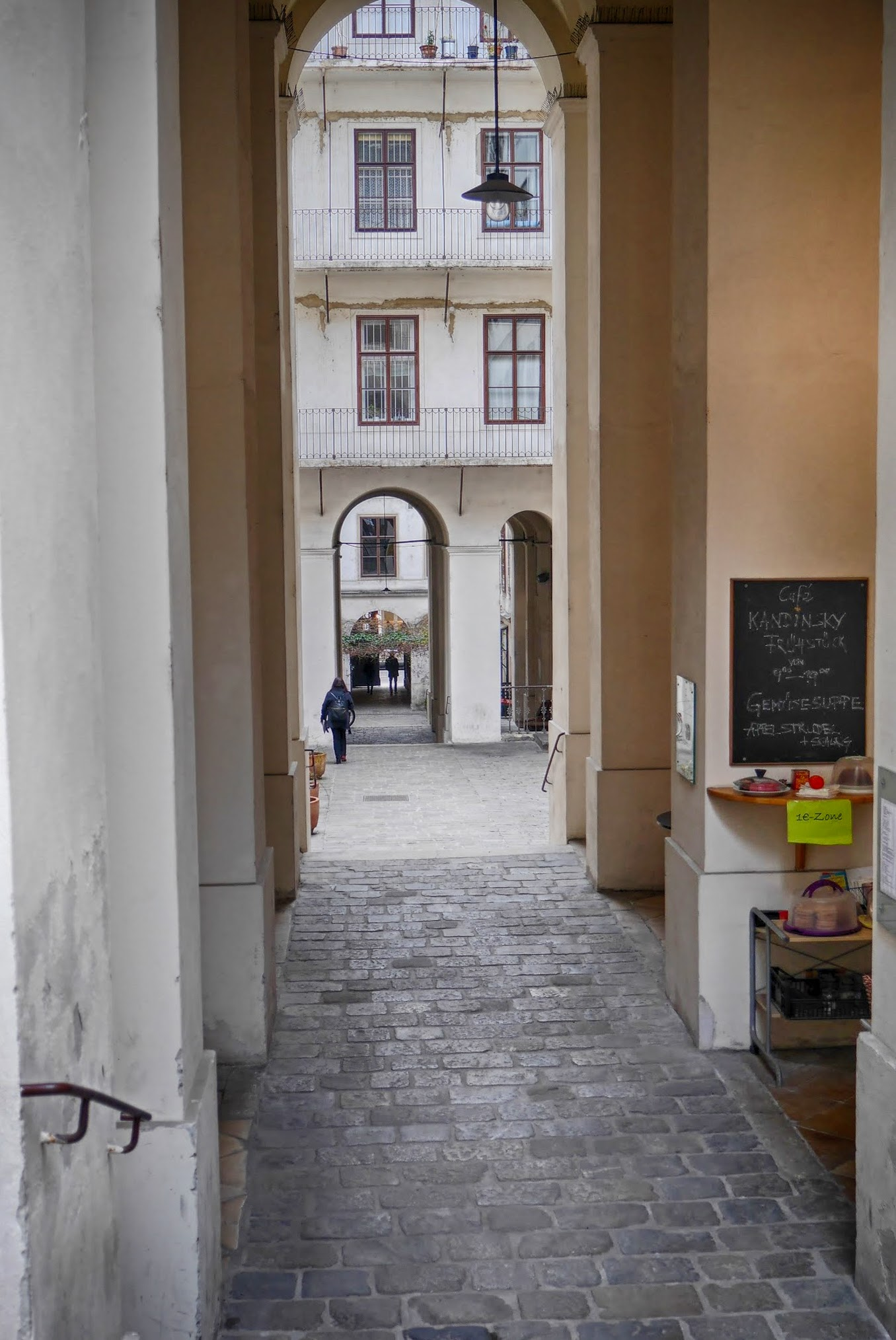
N° 16 – Schottendurchhaus
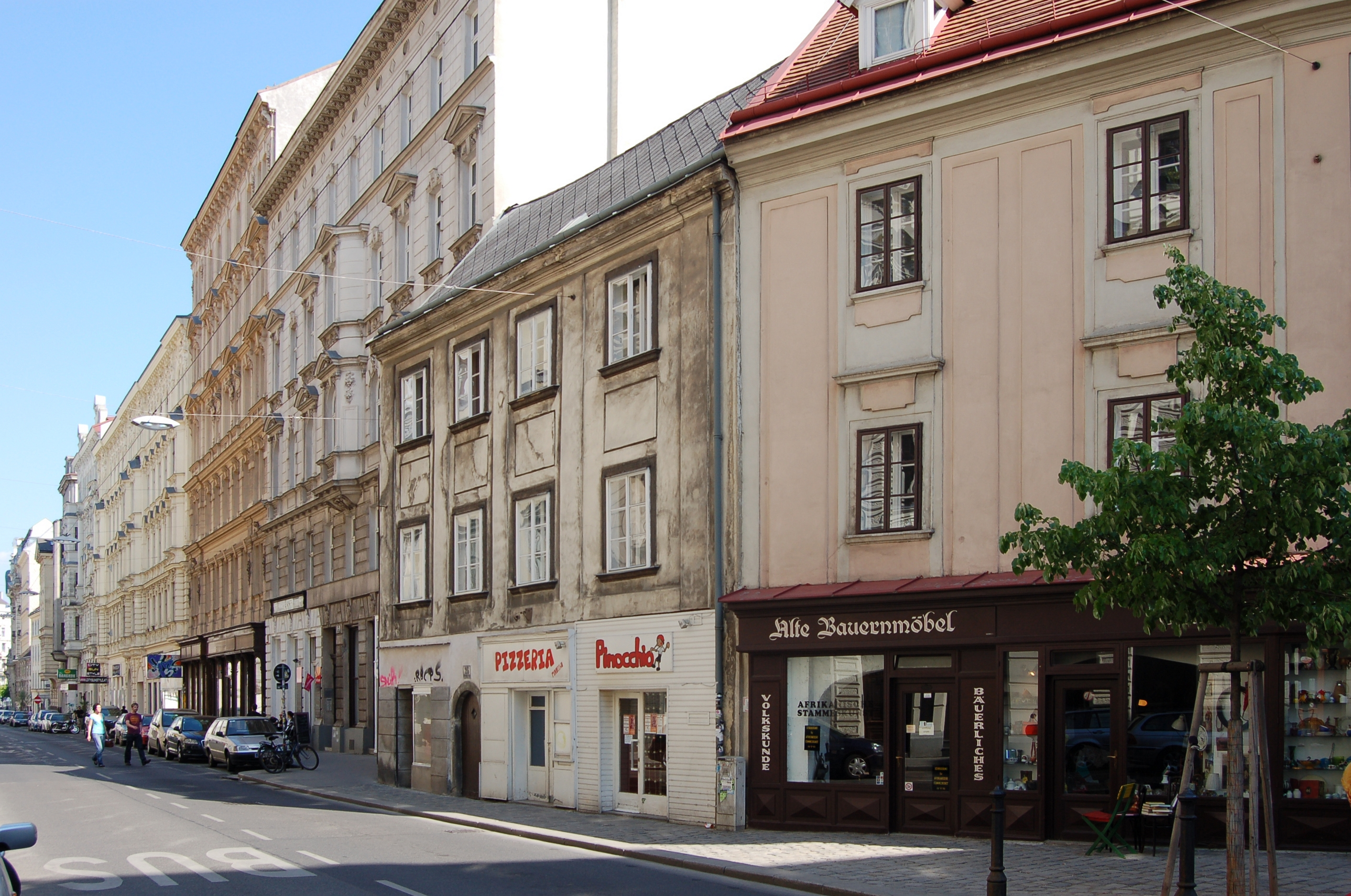
N° 25 – Zum grünen Kleeblatt
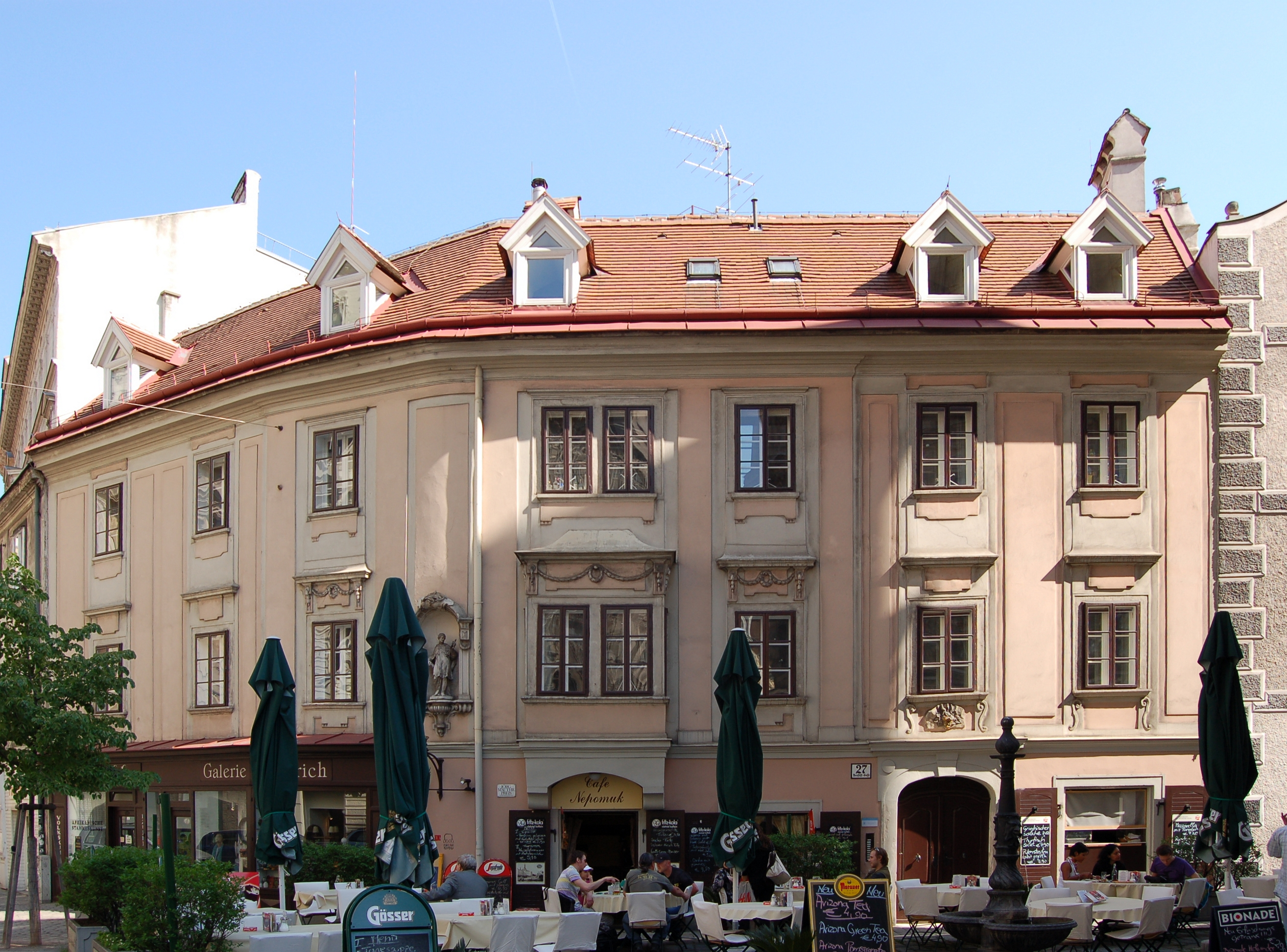
N° 27 − Zur goldenen Weintraube
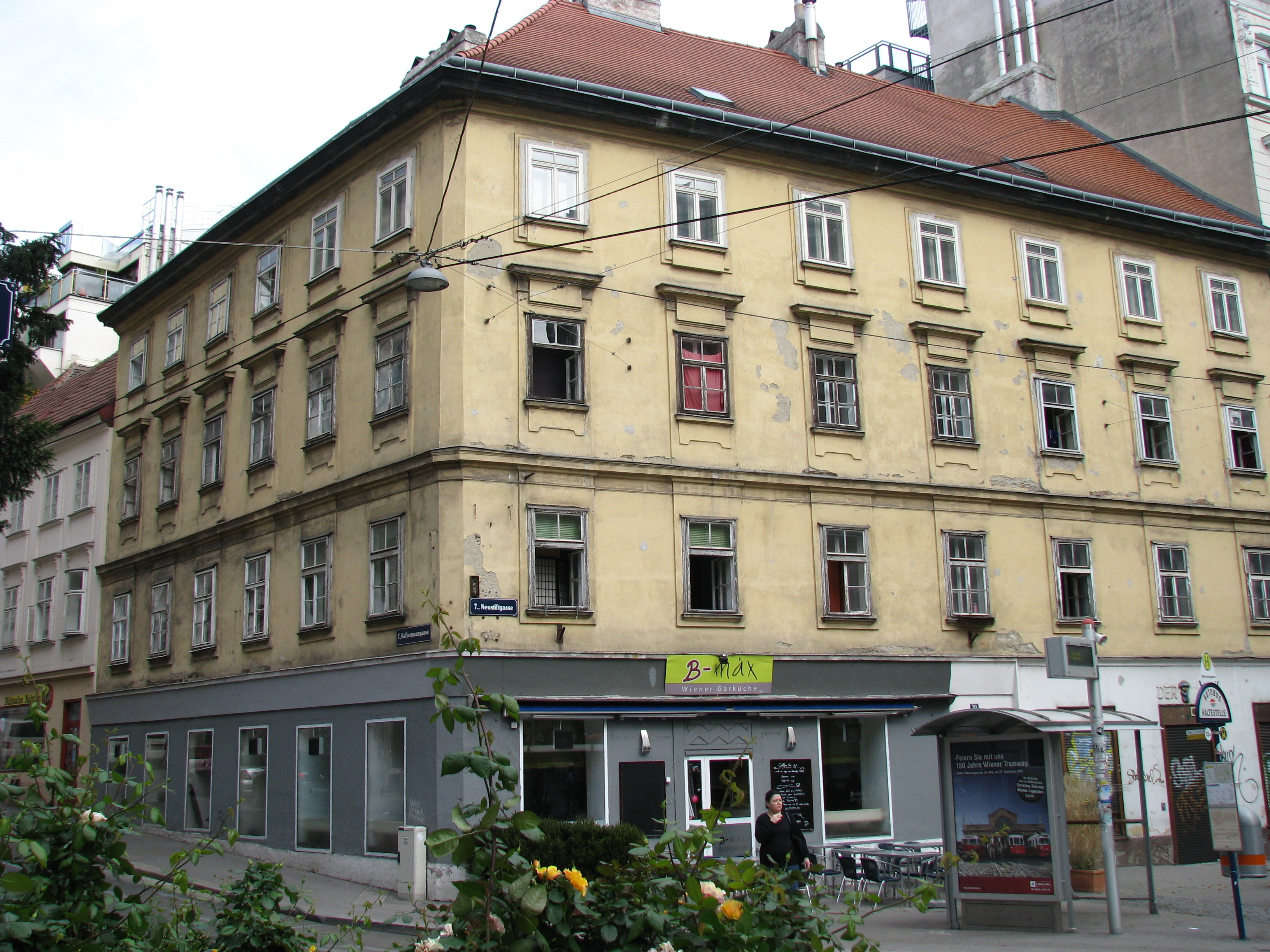
N° 30 – À l’Egyptien Joseph, à l’Aigle Bleu
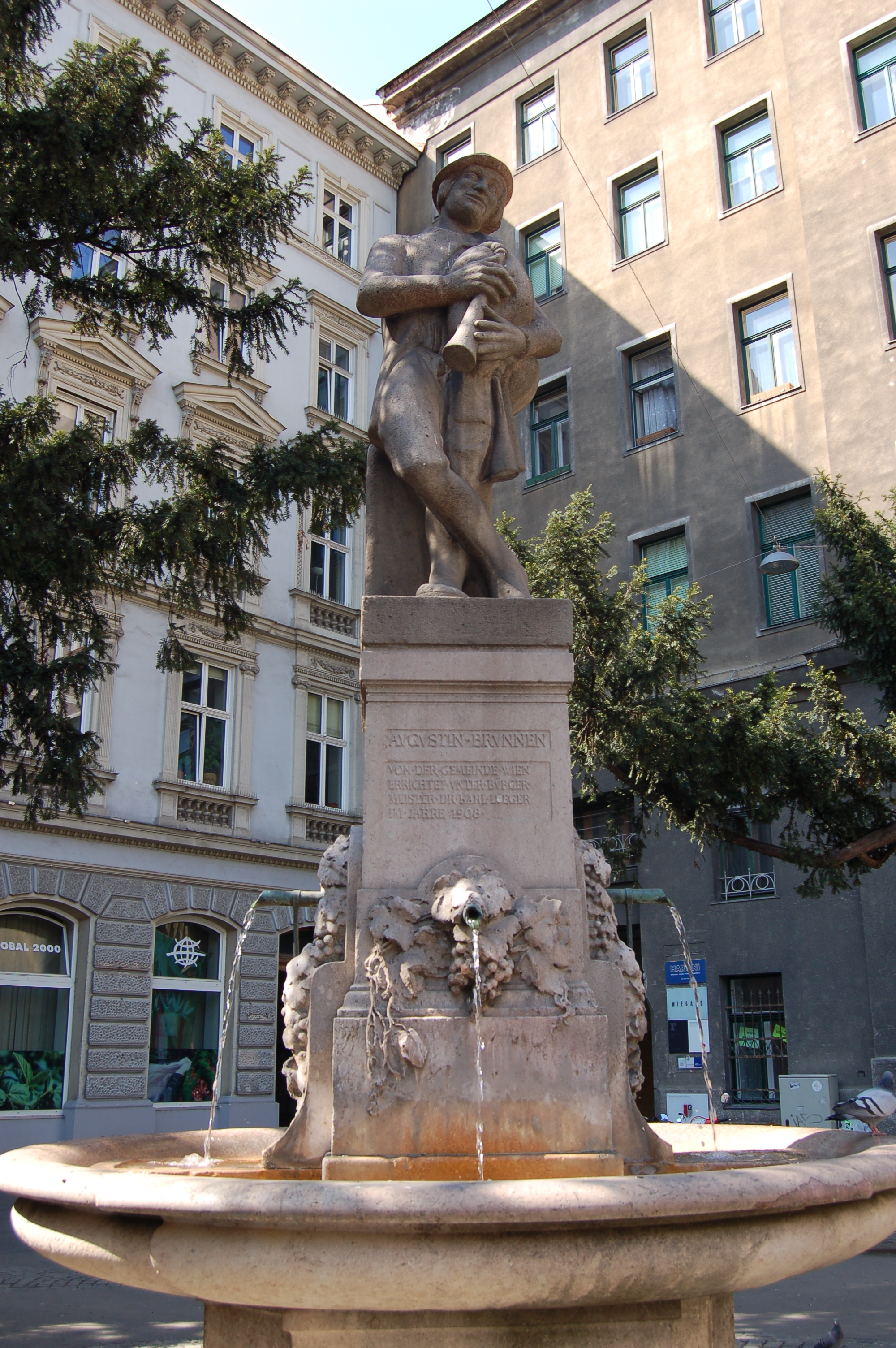
Fontaine Augustinbrunnen
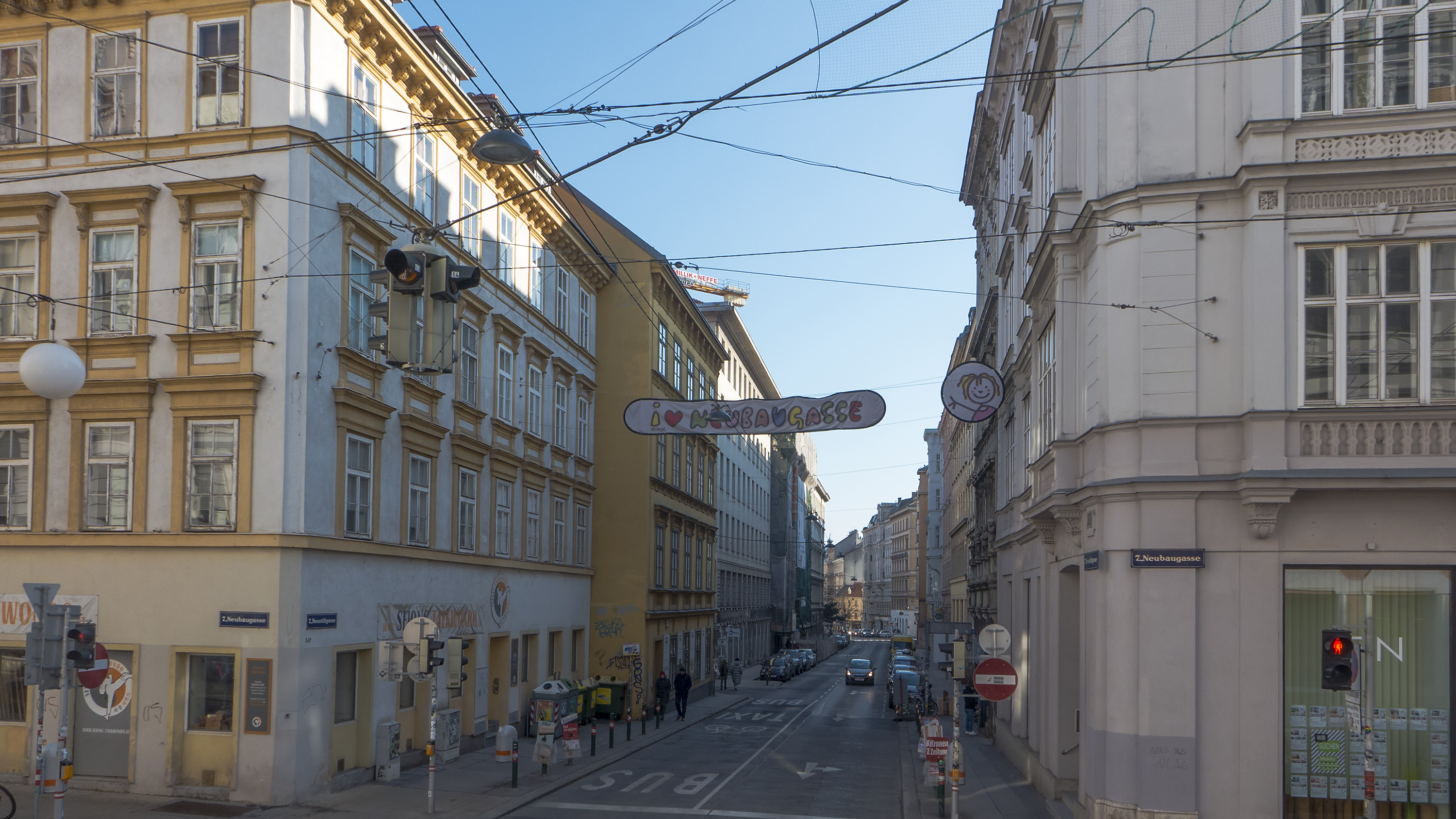
Vue de Neubaugasse sur la ville
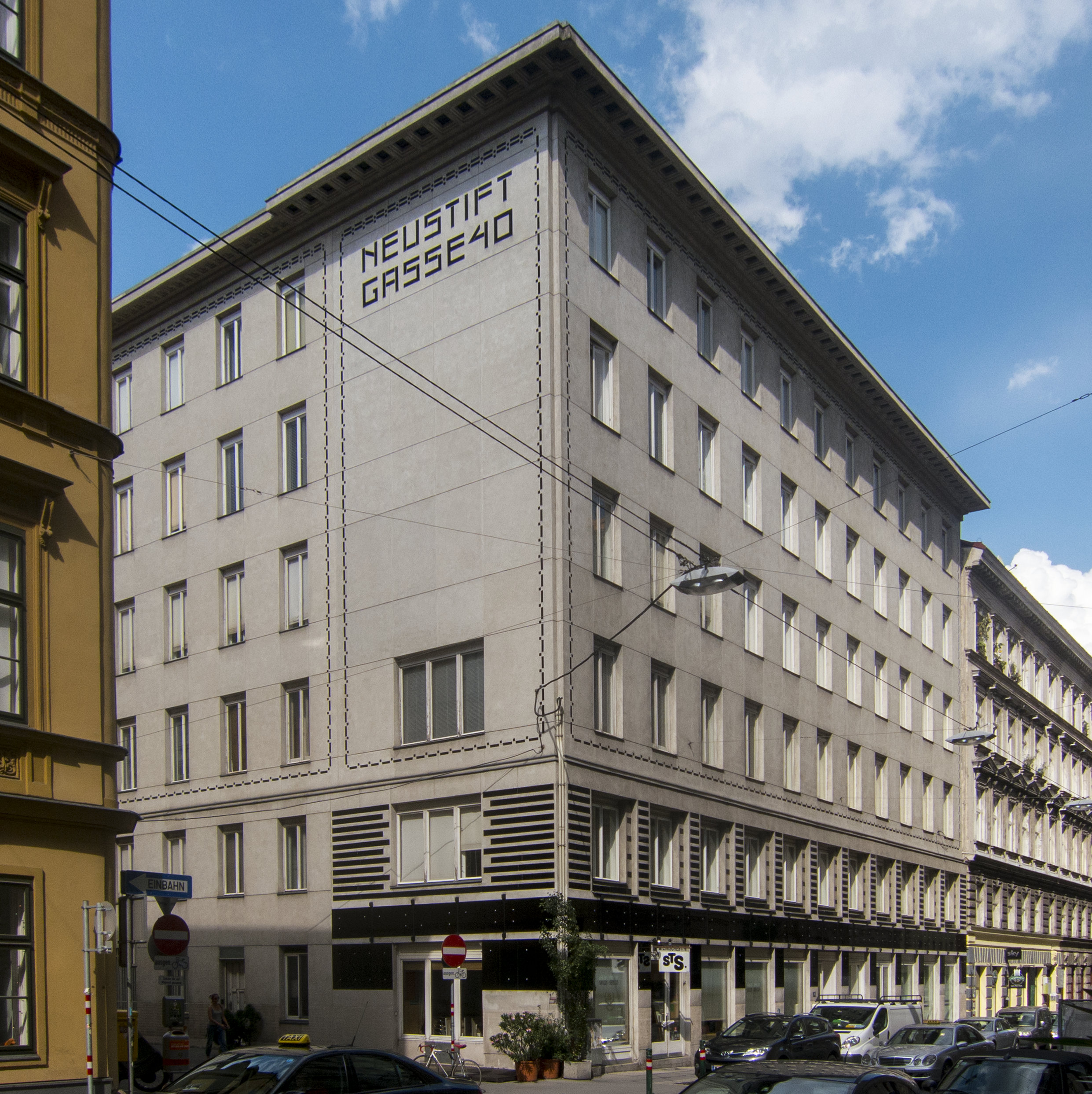
N° 40, façade Otto Wagner
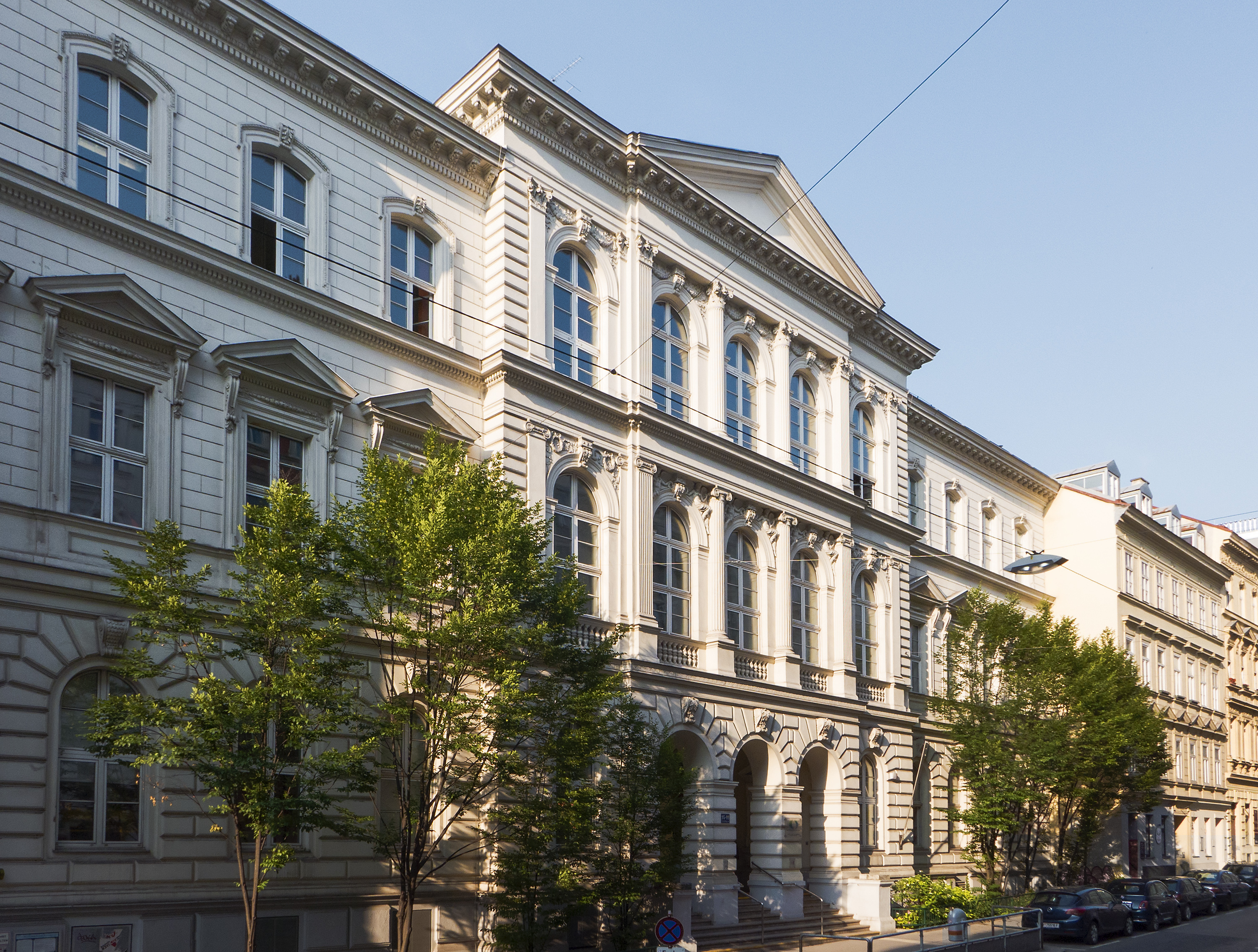
N° 95–99 – Collège de musique (Musikgymnasium Wien)
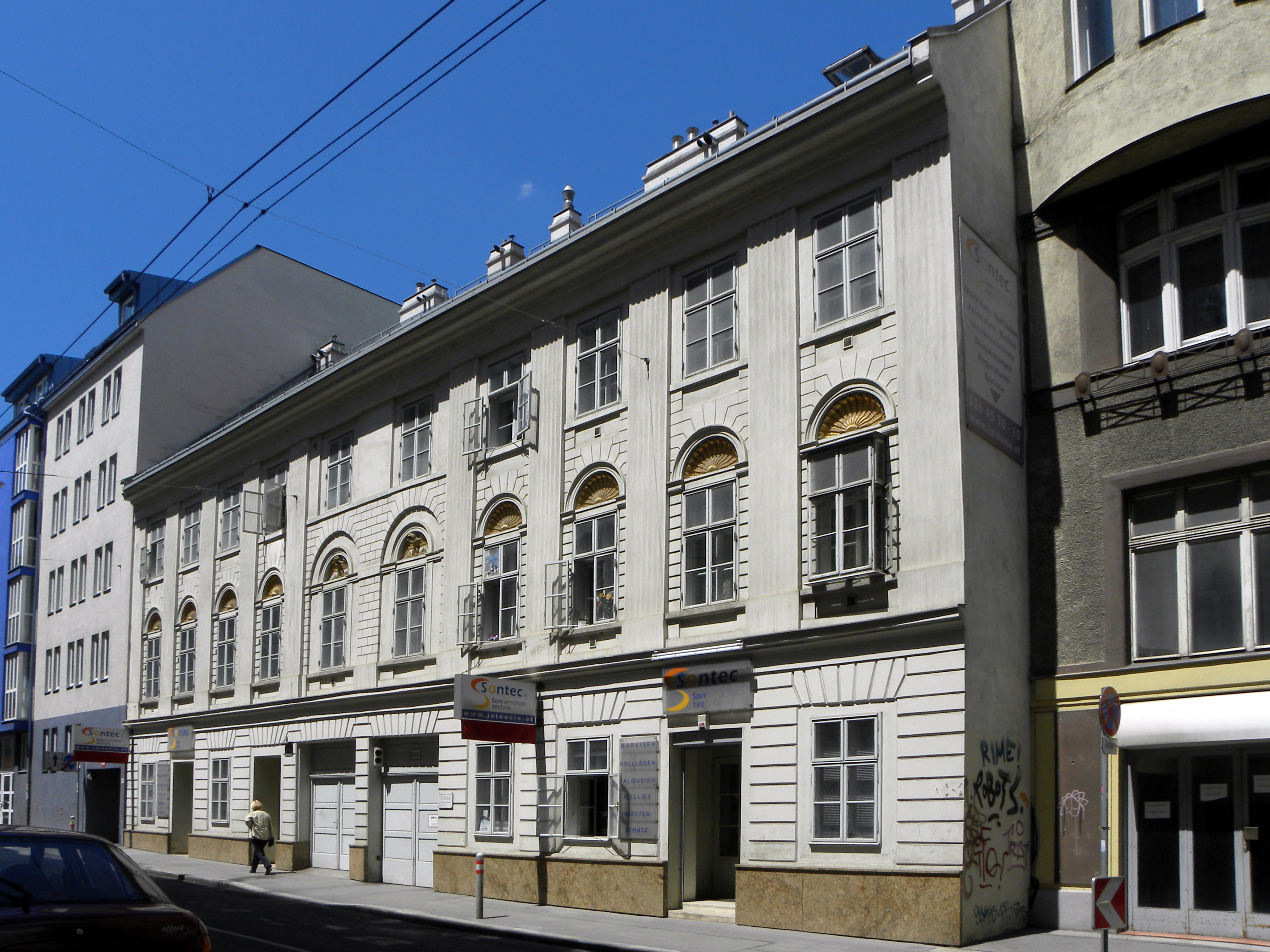
N° 106, immeuble Biedermeier
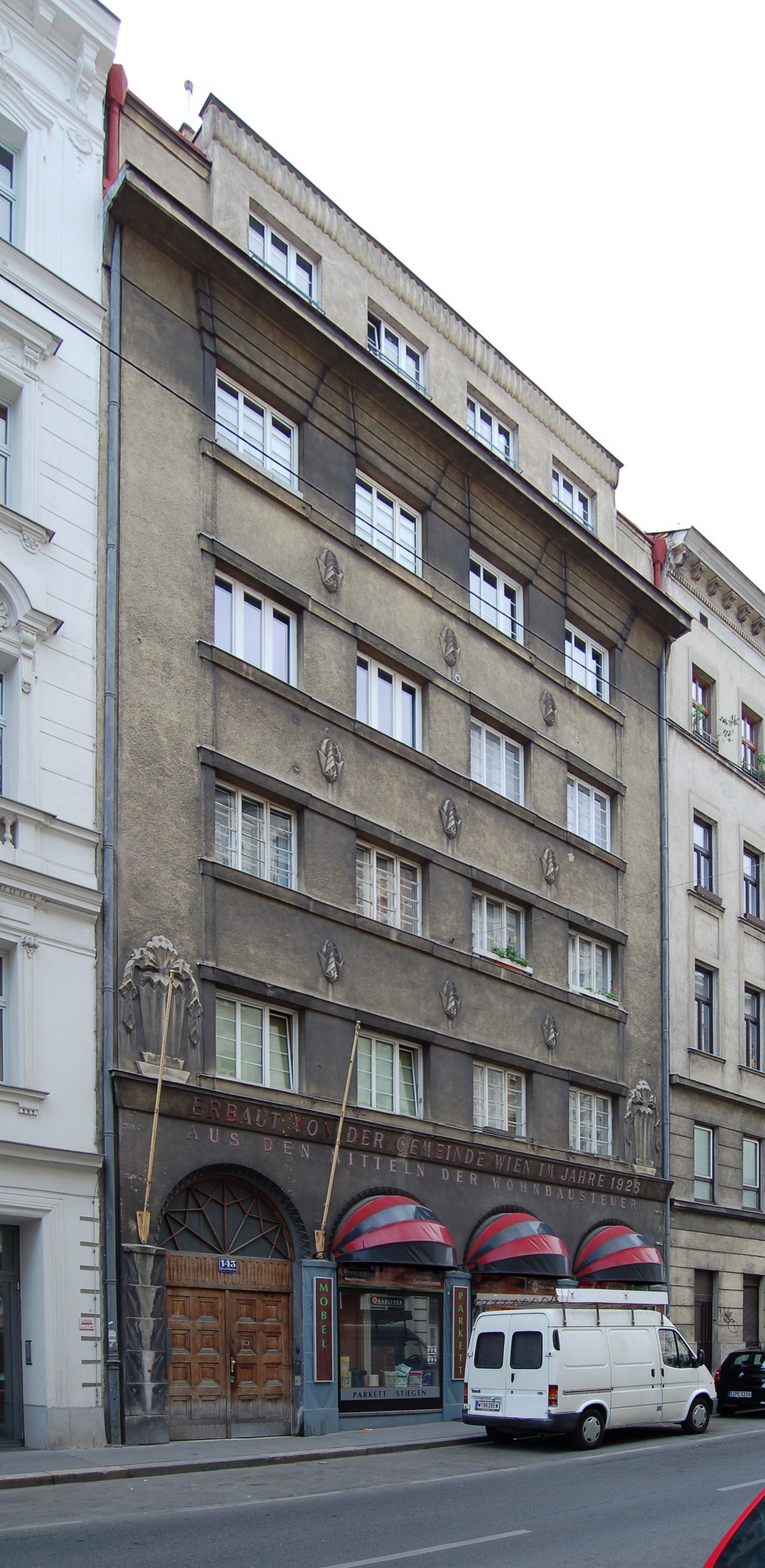
N° 143 – Logements municipaux